# Világválogatott
A World XI, más néven FIFA World Stars egy labdarúgócsapat, amely különböző országok játékosaiból áll. A World XI egyszeri mérkőzéseket játszik klubok, válogatottak, kontinentális csapatok csapatai ellen.

## Nemzetközi mérkőzések listája
| Dátum                | Helyszín            |                      | Ellenfél            | Eredmény |            |
| -------------------- | ------------------- | -------------------- | ------------------- | -------- | ---------- |
| 1963. október 23.    | Anglia              | FIFA világválogatott | Anglia              | 2 – 1    | Barátságos |
| 1967. szeptember 27. | Spanyolország       | FIFA világválogatott | Spanyolország       | 0 – 3    | Barátságos |
| 1968. november 6.    | Brazília            | FIFA világválogatott | Brazília            | 2 – 1    | Barátságos |
| 1973. december 16.   | Brazília            | FIFA világválogatott | Brazília            | 2 – 1    | Barátságos |
| 1979. június 25.     | Argentína           | FIFA világválogatott | Argentína           | 1 – 2    | Barátságos |
| 1991. október 8.     | Németország         | FIFA világválogatott | Németország         | 3 – 1    | Barátságos |
| 1996. július 14.     | Brazília            | FIFA világválogatott | Brazília            | 2 – 1    | Barátságos |
| 1997. augusztus 18.  | Oroszország         | FIFA világválogatott | Oroszország         | 0 – 2    | Barátságos |
| 1998. szeptember 9.  | Törökország         | FIFA világválogatott | Törökország         | 4 – 4    | Barátságos |
| 1998. december 16.   | Olaszország         | FIFA világválogatott | Olaszország         | 2 – 6    | Barátságos |
| 1999. június 12.     | Ausztrália          | FIFA világválogatott | Ausztrália          | 3 – 2    | Barátságos |
| 2000. április 25.    | Bosznia-Hercegovina | FIFA világválogatott | Bosznia-Hercegovina | 0 – 1    | Barátságos |
| 2000. augusztus 16.  | Franciaország       | FIFA világválogatott | Franciaország       | 5 – 1    | Barátságos |

## Fordítás
- Ez a szócikk részben vagy egészben  a   World XI című angol Wikipédia-szócikk fordításán alapul.  Az eredeti cikk szerkesztőit annak laptörténete sorolja fel. Ez a jelzés csupán a megfogalmazás eredetét és a szerzői jogokat jelzi, nem szolgál a cikkben szereplő információk forrásmegjelöléseként.